# Simo Laaksonen
Simo Laaksonen (Marttila, Finlandia; 10 de septiembre de 1998) es un piloto de automovilismo finlandés.

## Carrera
Laaksonen comenzó su carrera de automovilismo en karting en 2009 y permaneció activo aquí hasta 2013. En 2012, se convirtió en campeón nacional en la clase KF3 y en 2013, fue segundo en el campeonato finlandés KF2. Ese año también participó por primera vez en el Campeonato de Karting Europeo y mundial, en el que finalizó 39.º y 28.º en la clasificación final, respectivamente.
En 2014, Laaksonen se mudó a las carreras de fórmula, haciendo su debut en el Campeonato de Francia de Fórmula 4. Tuvo una temporada difícil, pero sin embargo logró un lugar en el podio con una segunda posición en el Circuit de Pau-Ville. Terminó puntos en solo otras cinco carreras y se convirtió en el decimoséptimo en el campeonato con 31 puntos.
En 2015, Laaksonen montó un programa doble tanto en el Campeonato de Francia de Fórmula 4 como en el SMP. Le fue mejor en el campeonato francés que en el año anterior, ganó una carrera en el Circuito de Magny-Cours y logró otros dos lugares en el podio, lo que le permitió pasar al sexto lugar en la clasificación con 150 puntos. En el campeonato SMP, en el que tuvo que perderse tres fines de semana de carrera debido a sus obligaciones en el campeonato francés, un quinto lugar en el Circuito de Alastaro fue su mejor resultado, convirtiéndose en el undécimo en la clasificación final con 60 puntos.
Al año siguiente cambió al ADAC Fórmula 4, donde compitió para el equipo Motopark. Tuvo una temporada razonable con un segundo lugar en Sachsenring y una victoria sobre el Red Bull Ring, pero debido a los resultados inconsistentes en las otras carreras, solo fue undécimo en la clasificación final con 88 puntos.
En 2017, Laaksonen hizo su debut en la Fórmula 3 en el Euroformula Open, donde jugó para el equipo Campos Racing. Logró dos lugares en el podio en Hungaroring y Autodromo Nazionale Monza y terminó sexto en el campeonato con 100 puntos.
En el años 2018, el piloto finlandés hizo su debut en la GP3 Series, en la que continuó su colaboración con Campos. En la primera mitad de la temporada, solo anotó dos veces, pero en cinco de las últimas seis carreras terminó en el top 10, con su primer lugar en el podio de la temporada en el Circuito Yas Marina como el punto más alto. Con 36 puntos, terminó en el puesto 14 en el ranking.
En 2019, la GP3 fue reemplazada por el nuevo Campeonato de Fórmula 3 de la FIA. Laaksonen está aquí para el equipo de MP Motorsport.

## Resultados

### GP3 Series
(Clave) (negrita indica pole position) (cursiva indica vuelta rápida puntuable)

| Año  | Escudería     | 1   | 1   | 2   | 2   | 3   | 3   | 4   | 4   | 5   | 5   | 6   | 6   | 7   | 7   | 8   | 8   | 9   | 9   | Pos. | Puntos | Ref.  |
| ---- | ------------- | --- | --- | --- | --- | --- | --- | --- | --- | --- | --- | --- | --- | --- | --- | --- | --- | --- | --- | ---- | ------ | ----- |
| 2018 | Campos Racing | BAR | BAR | LEC | LEC | SPI | SPI | SIL | SIL | BUD | BUD | SPA | SPA | MNZ | MNZ | SOC | SOC | YMC | YMC | 14.º | 36     | [ 1 ] |
| 2018 | Campos Racing | 15  | 8   | 13  | 11  | 9   | 15  | 13  | 16  | 14  | 11  | 12  | 13  | 4   | 8   | 6   | 14  | 9   | 3   | 14.º | 36     | [ 1 ] |

### Campeonato de Fórmula 3 de la FIA
(Clave) (negrita indica pole position) (cursiva indica vuelta rápida puntuable)

| Año  | Escudería     | 1   | 1   | 2   | 2   | 3   | 3   | 4   | 4   | 5   | 5   | 6   | 6   | 7   | 7   | 8   | 8   | Pos. | Puntos | Ref.  |
| ---- | ------------- | --- | --- | --- | --- | --- | --- | --- | --- | --- | --- | --- | --- | --- | --- | --- | --- | ---- | ------ | ----- |
| 2019 | MP Motorsport | BAR | BAR | LEC | LEC | SPI | SPI | SIL | SIL | BUD | BUD | SPA | SPA | MNZ | MNZ | SOC | SOC | 23.º | 2      | [ 2 ] |
| 2019 | MP Motorsport | 9   | Ret | 20† | Ret | 18  | 18  | 24  | 24  | 17  | 18  | 24  | Ret | 20  | 20  | 17  | Ret | 23.º | 2      | [ 2 ] |